# (278141) Tatooine
(278141) Tatooine ist ein Asteroid des inneren Hauptgürtels, der am 15. Februar 2007 von den Amateurastronomen Stefan Karge und Erwin Schwab entdeckt wurde. Die Entdeckung erfolgte von der Hans-Ludwig-Neumann-Sternwarte (IAU-Code B01) auf dem Kleinen Feldberg im Taunus aus.
Am 30. Juni 2017, dem Asteroid Day, wurde von der Internationalen Astronomischen Union die Benennung des Asteroiden bestätigt.  Tatooine ist in den fiktionalen Star-Wars-Filmen ein Wüstenplanet, der um ein Zwillingssonnenpaar kreist. Er ist der Heimatplanet von Anakin Skywalker und seinem Sohn Luke Skywalker.